# 楊亭站
楊亭站（：／ Yangjeong yeok */?）是釜山地鐵1號線沿線的一座地下車站，位於韓國釜山廣域市釜山镇区楊亭洞。

## 車站結構
站體為2面2線側式月台的地下車站，候車月台設有月台幕門，並有9處出口。
本站可通過候車室轉乘對向列車。

### 月台配置
| 釜田 ↑ |
| \| 上  |
| ↓ 市廳 |

| 月台 | 路線               | 目的地                         |
| ---- | ------------------ | ------------------------------ |
| 上行 | ●釜山都市铁道1号线 | 多大浦海水浴場方向             |
| 下行 | ●釜山都市铁道1号线 | 蓮山、東萊、釜山大學、老圃方向 |

## 歷史
- 1985年7月19日：落成起用。

## 車站周邊
- 釜山女子大學（朝鲜语：부산여자대학교）
- 東義科學大學（朝鲜语：동의과학대학교）
- 東義大學中醫學系
- 釜山鎮商業女子高校
- 楊亭高校
- 楊亭市場
- 楊亭洞郵局
- 釜山教育研究情報院（朝鲜语：부산광역시교육연구정보원）

## 相鄰車站
釜山交通公社
●釜山都市铁道1号线
釜田（120）－楊亭（121）－市廳（122）